# Eric Lucassen
Eric Lucassen (Amsterdam, 12 november 1974) is een Nederlands voormalig politicus. Hij was van 17 juni 2010 tot 20 september 2012 namens de Partij voor de Vrijheid (PVV) lid van de Tweede Kamer der Staten-Generaal. Na zijn opleiding op Koninklijke Militaire School te Weert is hij tot 2005 werkzaam geweest als onderofficier bij de Koninklijke Landmacht. Na 2005 was hij werkzaam bij een bureau dat beveiligers en bodyguards levert. Hiernaast is Lucassen, volgens eigen zeggen, docent geweest in de digitale-muziekproductie.

## In opspraak
Op 10 november 2010 meldde het actualiteitenprogramma Uitgesproken WNL dat Lucassen zich jarenlang intimiderend zou hebben gedragen in zijn voormalige woonbuurt in Haarlem. Zo zeiden ex-buren van Lucassen dat ze in de periode 2006-2009 meerdere keren waren bedreigd en uitgescholden. Er werd herhaaldelijk aangifte gedaan bij de politie, en Lucassen zou verschillende malen zijn gearresteerd. Lucassen zelf sprak alle beschuldigingen tegen. Uit een onderzoek van RTL Nieuws bleek echter dat Lucassen tweemaal was veroordeeld voor het lastigvallen van zijn buren.
Op 11 november 2010 maakte RTL Nieuws bekend dat Lucassen in 2002 veroordeeld is voor ontucht tijdens zijn werk bij de Koninklijke Landmacht. Lucassen bleek tot een week voorwaardelijk en een boete van € 250,- te zijn veroordeeld, omdat hij als wachtmeester-instructeur ontucht met een leerling zou hebben gehad, waarbij hij misbruik zou hebben gemaakt van de gezagsrelatie tussen hem en die leerling. Een van de twee soldates met wie Lucassen een relatie had verklaarde later tegenover RTL Nieuws dat de relatie geheel vrijwillig was en zich beperkte tot buiten de muren van het bataljon. Ze omschreef Lucassen als een "lieve, betrokken en zorgzame man".
Ook zou Lucassen in 2006 de barman van een coffeeshop in Haarlem waar hij een vaste klant was naar de keel zijn gevlogen en tegen de grond hebben gewerkt. Hier werd geen aangifte van gedaan, uit angst voor represailles.
In 1996 deed zijn toenmalige zwager aangifte wegens vernieling van zijn auto door Lucassen. Volgens de aangifte moest de auto daardoor "total loss" worden verklaard.
Op 15 november 2010 maakte PVV-leider Geert Wilders bekend dat Lucassen in de Tweede-Kamerfractie kon blijven. Lucassen had bij de selectieprocedure bovengenoemde feiten verzwegen. Daarom werd hem nu het woordvoerderschap over defensie en wijken ontnomen. Hierna werd Lucassen woordvoerder volkshuisvesting, stedelijke wijken, krimpgebieden en bestuurlijke vernieuwing en later ook Koninkrijksrelaties.
Op 27 november 2010 ging Lucassen terug naar zijn voormalige woonwijk in Haarlem om er persoonlijk zijn excuses aan te bieden aan de mensen die hij eerder had geterroriseerd.
Van 13 maart tot 20 september 2012 was Lucassen lid tijdelijke commissie Huizenprijzen en kwam na de Tweede Kamerverkiezingen van 2012 niet terug in de Kamer.
- Parlement.com: vier1aaq6vzm